# Jacques Barbéri
 (mars 2019).
Si vous disposez d'ouvrages ou d'articles de référence ou si vous connaissez des sites web de qualité traitant du thème abordé ici, merci de compléter l'article en donnant les références utiles à sa vérifiabilité et en les liant à la section « Notes et références ».
Pour les articles homonymes, voir Barbéri et Valetti.
Œuvres principales
- Narcose
- Le Crépuscule des Chimères
- Cosmos Factory

Jacques Barbéri, alias Oscar Valetti, né le 14 juillet 1954 à Nice, est un écrivain français de science-fiction. Il est également scénariste, traducteur de l'italien et musicien au sein du collectif Palo Alto.

## Biographie
Ses trois passions d’adolescent, la cosmologie, l’entomologie et la poésie, prédestinaient Jacques Barbéri à écrire un jour ou l’autre de la SF. Le film de Stanley Kubrick, 2001 : L'Odyssée de l'espace et le roman de Philip K. Dick Le Dieu venu du Centaure, lui firent franchir le pas au début des années 1970.
Il publie ses premiers textes professionnels entre 1975 et 1978 dans les anthologies d’Henry-Luc Planchat. Il dirige ensuite le collectif Les Locataires qui édite une demi douzaine de plaquettes mêlant intimement texte et image. Parallèlement, il passe un doctorat en chirurgie dentaire et pratique la dentisterie jusqu’en 1985, date à laquelle sort son premier recueil de nouvelles, Kosmokrim qui expose déjà ses principales obsessions d’écrivain : le temps, la mémoire, la perception du réel, la création des mythes et les métamorphoses de la chair qui l’apparentent à des auteurs comme Philip k. Dick ou James Graham Ballard.
Suivent quatre romans publiés dans la collection Présence du futur chez Denoël. Un space opera fantasmé : Une soirée à la plage, un road movie post-cataclysmique : Guerre de rien et deux romans qui flirtent avec le cyberpunk : Narcose et La Mémoire du Crime.
Membre fondateur du groupe Limite, il figure au sommaire de leur premier-recueil collectif Malgré le Monde fr 1987, qui a profondément marqué la SF française des années 1980. Il écrit ensuite quatre romans en collaboration avec Yves Ramonet dont trois publiés au Fleuve noir sous le pseudonyme d’Oscar Valetti.
Il consacre l’essentiel des années 1990 à œuvrer en tant que scénariste pour la télévision sur des séries policières puis revient vers la SF en 2002 avec son roman le plus ambitieux à ce jour, Le Crépuscule des Chimères, paru dans la collection Imagine/Flammarion. Il partage aujourd’hui son temps entre la traduction (Valerio Evangelisti, Nicoletta Vallorani, Luca Masali, Silvana De Mari, etc.), la musique (plusieurs CD avec le groupe Palo Alto et Laurent Pernice), l’écriture de scénarios et de nouvelles. Travaille actuellement à un oratorio cyber-junk avec Laurent Pernice sur les obsessions picturales de Paolo Uccello, une docu-fiction interactive sur l'écrivain J. G. Ballard et au troisième volet de sa trilogie narcotique : Le tueur venu du Centaure.

## Œuvres

### Romans
- Rêve de chair, Fleuve noir, coll. Gore, 1988Écrit avec Emmanuel Jouanne.
- Une soirée à la plage, Denoël, coll. Présence du futur, 1988
- Narcose, Denoël, coll. Présence du futur, 1989
- Guerre de rien, Denoël, coll. Présence du futur, 1990
- Station Labyrinthe, Presses de la Cité, coll. Jag, 1992Écrit avec Christian Mantey et Yves Ramonet sous le pseudonyme de Zeb Chillicote*.
- Labyrinth-jungle, Fleuve noir, coll. Anticipation, 1992Écrit avec Yves Ramonet sous le pseudonyme d'Oscar Valetti.
- La Mémoire du crime, Denoël, coll. Présence du futur, 1992 / Réédité en 2009 par La Volte
- L'Ombre et le fléau, Fleuve noir, coll. Anticipation, 1992Écrit avec Yves Ramonet sous le pseudonyme d'Oscar Valetti.
- Chair inconnue, Fleuve noir, coll. Anticipation, 1993Écrit avec Yves Ramonet sous le pseudonyme d'Oscar Valetti.
- Faut pas charnier (Le Poulpe), Baleine-Le Seuil, 2002Écrit avec Yves Ramonet.
- Le Crépuscule des chimères, Flammarion, coll. Imagine, 2002 / Réédité en 2013 par La Volte
- Narcose, La Volte, 2008Nouvelle édition augmentée accompagnée de la B. O. du livre (CD) sous la direction de J. Barbéri et L. Pernice
- Le Tueur venu du Centaure, La Volte, 2010
- Cosmos Factory, La Volte, 2014
- Mémoires de sable, La Volte, 2015Écrit avec Emmanuel Jouanne.
- Mondocane, La Volte, 2016Édition augmentée de Guerre de rien, accompagnée de la B.O. du livre (CD) de Palo Alto & Klimperei
- L'enfer des masques, La Volte, 2019

Zeb Chillicote est le pseudo collectif pour la série Jag (1985-1994), qui regroupe Christian Mantey et Pierre Dubois (1 à 3), Christian Mantey et Joël Houssin (4 à 7, 9, 11, 13, 15), Christian Mantey et Serge Brussolo (8, 10, 14), Christian Mantey et Jacques Barbéri (21), Christian Mantey seul (12, 16 à 20 et 22 à 34).

### Recueils de nouvelles
- Kosmokrim, Denoël, coll. Présence du futur, 1985
- Carcinoma tango, ... Car rien n'a d'importance, 1993
- L'Homme qui parlait aux araignées, La Volte, 2008
- Le Landeau du rat, La Volte, 2011

### Essais
- Les années Spoutnik, Inculte/naïve/Arte, 2007

### Traductions
Depuis l'italien vers le français
- La Patagonie de Walter Bonatti, Denoël, 1986.

- Tolstoï, de Pietro Citati, Denoël, 1987.
- La maison-femme, de Lino Aldani, recueil compilé par Jacques Barbéri et Jacques Chambon, Denoël, 1989.
- La Fabrique de la Pensée de Pietro Corsi, Electa, 1990.
- Venezia, la ville au bord du temps, de Renato Pestriniero, recueil compilé par Jacques Barbéri, Denoël, 1994.
- Fragments d'un miroir brisé, Anthologie compilée par Valerio Evangelisti, Payot & Rivages, 1999.
- La Perle à la fin des temps, de Luca Masali, Payot & Rivages, 1999.
- Réplicante, de Nicoletta Vallorani, Payot & Rivages, 2000.
- Aux frontières du chaos, de Franco Ricciardiello, Flammarion, 2001.
- Métal Hurlant, de Valerio Evangelisti, (avec Sophie Bajard, Serge Quadruppani et Eric Vial.) Payot & Rivages, 2001.
- Black Flag, de Valerio Evangelisti, Payot & Rivages, 2003. Prix Masterton 2004 (roman étranger)

- Anthracite, de Valerio Evangelisti, Payot & Rivages, 2004.
- Le Dernier Elfe, de Silvana de Mari, Albin Michel, 2005. Prix Imaginales 2006 (roman jeunesse)

- Le Dernier Orc, de Silvana de Mari, Albin Michel, 2008. Prix Sorcières 2009 (roman adolescents)

- Le Libraire d'Amsterdam, d'Amineh Pakravan, Nouveau Monde, 2008.
- Oublie les Mille et une nuits, de Marco Varvello, Bayard, 2009. Prix Ado-Lisant 2011

- Century T1 - L'Anneau de feu, de Pierdomenico Baccalario, Bayard, 2010.
- Century T2 - L'Etoile de pierre, de Pierdomenico Baccalario, Bayard, 2011.
- Century T3 - La Ville du vent, de Pierdomenico Baccalario, Bayard, 2011.
- Century T4 - La Première Source, de Pierdomenico Baccalario, Bayard, 2012.

- Le Lapin blanc, de Nino Treusch, Prisma, 2012.
- Mater Terribilis, de Valerio Evangelisti, La Volte, 2013.
- Wunderkind T1 - La pièce d'argent, de G.L. d'Andrea, Bayard, 2013.
- La Lumière d'Orion, de Valerio Evangelisti, La Volte, 2014.
- L'Évangile selon Eymerich, Valerio Evangelisti, La Volte, 2015Prix Jacques Chambon de la traduction 2016 (Grand Prix de l'Imaginaire)
- Nous dormirons quand nous serons vieux, de Pino Corrias, Michel Lafon, 2017.
- Le Cinquième principe, de Vittorio Catani, La Volte, 2017.
- Eymerich Ressuscité, de Valerio Evangelisti, La Volte, 2018.